# Yerington
Yerington (washo: yéŋtɨn) és una població dels Estats Units i seu del comtat de Lyon a l'estat de Nevada. Segons el cens del 2000 tenia 2.883 habitants.

## Demografia
Segons el cens del 2000, Yerington tenia 2.883 habitants, 1.203 habitatges, i 729 famílies La densitat de població era de 655,76 habitants per km².
Dels 1.203 habitatges en un 27,7% hi vivien nens de menys de 18 anys, en un 46,1% hi vivien parelles casades, en un 10,2% dones solteres, i en un 39,4% no eren unitats familiars. En el 35,0% dels habitatges hi vivien persones soles el 19,6% de les quals corresponia a persones de 65 anys o més que vivien soles. El nombre mitjà de persones vivint en cada habitatge era de 2,29 i el nombre mitjà de persones que vivien en cada família era de 2,97.
Per edats la població es repartia de la següent manera: un 24,7% tenia menys de 18 anys, un 8,1% entre 18 i 24, un 22,1% entre 25 i 44, un 19,4% de 45 a 64 i un 25,7% 65 anys o més.
L'edat mediana era de 41,2 anys. Per cada 100 dones hi havia 99,1 homes. Per cada 100 dones de 18 o més anys hi havia 92,72 homes.
La renda mediana per habitatge era de 31.151 $ i la renda mediana per família de 39.038 $. Els homes tenien una renda mediana de 25.724 $ mentre que les dones 24.550 $. La renda per capita de la població era de 18.640 $. Aproximadament el 12,6% de les famílies i el 17,9% de la població estaven per davall del llindar de pobresa.

## Poblacions més properes
El següent diagrama mostra les poblacions més properes.